# Melpomene transversa
Melpomene transversa là một loài nhện trong họ Agelenidae.
Loài này thuộc chi Melpomene. Melpomene transversa được Frederick Octavius Pickard-Cambridge miêu tả năm 1902.